# Erik Land
Erik Marten Land (* 3. Juni 1990 in Bamberg) ist ein deutscher Basketballspieler. Er spielte ab 2006 in den Nachwuchsmannschaften des Erstligisten Brose Baskets beim TSV Tröster Breitengüßbach und kam auch in zwei Erstliga-Spielzeiten bei den Brose Baskets zum Einsatz, die in jenen Saisons 2010 und 2011 das nationale Double aus Meisterschaft und Pokal gewannen. Nach einer Saison beim Zweitligisten Saar-Pfalz Braves und zwei Jahren in Braunschweig beim Erst- und Zweitligisten kehrte Land 2014 nach Franken zurück, wo er ab der ProA-Runde 2014/15 für den ehemaligen Erstligisten Rent4office Nürnberg in der zweithöchsten Spielklasse ProA spielte, ehe er nach Breitengüßbach zurückging.

## Karriere
Ab 2006 spielte Land in der Nachwuchs-Basketball-Bundesliga (NBBL) für die U19-Mannschaft des TSV Breitengüßbach, der als „Farmteam“ der Brose Baskets ab 2007 auch in das damalige Nachwuchsnetzwerk Franken 1st integriert war. In den folgenden drei Jahren erreichte man jeweils das NBBL-Top-Four, bei dem die Güßbacher dreimal das Halbfinale verloren und nach einem vierten Platz zweimal Dritter der NBBL wurden. Seine ersten Einsätze in Herrenmannschaften hatte der Jugend-Nationalspieler für den TSV Breitengüßbach in der neu geschaffenen dritthöchsten Spielklasse ProB-Runde 2007/08, die organisatorisch zur 2. Basketball-Bundesliga gehörte. Der mit Doppellizenz spielende Land erreichte in den folgenden vier Spielzeiten zweimal die Auszeichnung zum Youngster des Monats der ProB im Februar und im November 2009. Mit den U16-, U18- und den U20-Junioren des DBB nahm Land jeweils an EM-Endrunden teil, wobei man über eine hintere Platzierung in der Division A der besten europäischen Auswahlmannschaften nie hinauskam.
Ab der Bundesliga-Spielzeit 2009/10 wurde Land auch in einzelnen Spielen des Erstligisten Brose Baskets in der höchsten Spielklasse eingesetzt. Neben neun Kurzeinsätzen in der Hauptrunde hatte Land auch einen Kurzeinsatz in der Play-off-Finalserie gegen die Deutsche Bank Skyliners, als die Brose Baskets ihre dritte Meisterschaft perfekt machten, nachdem sie bereits gegen den gleichen Gegner das Pokalendspiel gewonnen hatten. In der Bundesliga-Spielzeit 2010/11, in der Land in zwölf Einsätzen über eine durchschnittliche Einsatzzeit von drei Minuten pro Spiel erneut nicht hinauskam, konnten die Bamberger beide Titel verteidigen. Nachdem Land bei den Brose Baskets zunächst der Durchbruch versagt blieb und er von Philipp Neumann verdrängt zu werden drohte, wechselte er in die zweithöchste Spielklasse ProA zu den Saar-Pfalz Braves nach Homburg, die in der ProA-Spielzeit 2011/12 jedoch nur den vorletzten Tabellenplatz belegten, was in der um eine Mannschaft reduzierten Liga zum Klassenerhalt gereicht hätte, wenn die Braves nach Saisonende nicht ihre Lizenz zurückgegeben hätten. So wechselte Land zum Erstligisten New Yorker Phantoms nach Braunschweig, bei dem seine Einsatzzeit in der Bundesliga-Runde 2012/13 jedoch auf durchschnittlich sechs Minuten je Begegnung begrenzt blieb. Altersmäßig noch Inhaber einer Doppellizenz wurde Land eine letzte Spielzeit auch für die Braunschweiger Reserve in der ProB-Saison 2012/13 eingesetzt, wo er in 13 Einsätzen mit zum Play-off-Einzug der damals als SpotUp Medien firmierenden Mannschaft beitrug, die jedoch in der ersten Play-off-Runde ausschied. Sechs Wochen nach dem Beginn der Bundesliga-Spielzeit 2013/14 verletzte sich Land wie in der Saisonvorbereitung erneut am Sprunggelenk und verpasste den Anschluss beim Erstligisten Phantoms, der unter dem neuen Trainer Raoul Korner erneut den Einzug in die Play-offs um die Meisterschaft verpasste.
Zur Saison 2014/15 wechselte Land daher zurück nach Franken zum ehemaligen Erstligisten Rent4office aus Nürnberg, der unter dem neuen Trainer Ralph Junge in der ProA-Spielzeit 2014/15 einen neuen Anlauf zur Rückkehr in die höchste deutsche Spielklasse unternahm. Zur Saison 2016/17 wechselte er zurück nach Breitengüßbach (mittlerweile 1. Regionalliga). Dort spielte er bis 2020 und dann wieder ab der Saison 2023/24. Dieses Spieljahr wurde in der 2. Bundesliga ProB bestritten, nach dem Abstieg ging es ab 2024 in der Regionalliga weiter. Im April 2025 gewann Land mit Breitengüßbach die Meisterschaft in der 1. Regionalliga Süd-Ost.